# Rifaat al-Assad
Rifaat Ali al-Assad (em árabe: رفعت الأسد; Qardaha, 22 de agosto de 1937)  é um político e militar sírio. É o irmão mais novo do antigo Presidente da Síria, Hafez al-Assad, e o tio do ex-presidente Bashar al-Assad (deposto em 2024), os quais provenientes da seita muçulmana alauíta. Ele nasceu na aldeia de Qardaha, perto de Lataquia no oeste da Síria. Ele talvez seja mais conhecido por supervisionar pessoalmente o massacre de Hama de 1982, suprimindo a revolta de 1982 que foi desencadeada pela Irmandade Muçulmana e apoiada pela população sunita de Hama.
Rifaat viveu por anos exilado na França, até que retornou para a Síria em outubro de 2021.